# Toxicodendron
Toxicodendron är ett släkte av träd, buskar och rankor i familjen Anacardiaceae eller sumakväxter. Som namnet (toxi-) antyder är alla arter i släktet giftiga, särskilt bladverk och mjölksaft.
Toxicodendron hörde förr till Rhus.